# Lepanthes yuvilensis
Lepanthes yuvilensis är en orkidéart som beskrevs av Paul Miles Catling. Lepanthes yuvilensis ingår i släktet Lepanthes och familjen orkidéer. Inga underarter finns listade i Catalogue of Life.